# همه آکنده از عشقند
«همه آکنده از عشقند» (به انگلیسی: All Is Full of Love) ترانه‌ای از موسیقی‌دان ایسلندی بیورک می‌باشد که در سومین آلبوم استودیویی وی تحت عنوان هموژنیک (۱۹۹۷) قرار دارد. بیورک در این ترانه از عشق در فصل بهار و رگناروک در اسطوره‌شناسی اسکاندیناوی الهام گرفته است. نسخهٔ اصلی این آهنگ که توسط بیورک اجرا شده، یک بالاد تریپ هاپ با تأثیراتی از سول است و ترکیبی از چنگ، سازهای زهی، و بیت‌های الکترونیک را در بر دارد. نسخه‌ای که در هموژنیک قرار دارد، ریمیکسی مینیمالیستی و امبینت از هاوی بی است که تمرکز آن بر صدای بیورک قرار دارد. یک نسخهٔ ریمیکس دیگر از این در سال ۱۹۹۸ توسط گروهٔ موسیقی دونفرهٔ آلمانی آی‌دی‌ام فانکشتورونگ به‌عنوان تک‌آهنگ منتشر شد.
«همه آکنده از عشقند» در سال ۱۹۹۹ به‌عنوان تک‌آهنگ به‌همراهٔ موزیک ویدئویی به کارگردانی کریس کانینگهام منتشر گردید. در این ویدئو از نسخهٔ اصلی بیورک استفاده شده و او را در قالب رباتی به تصویر می‌کشد که در کارخانه‌ای مونتاژ می‌شود و با شور و حرارت، ربات دیگری را می‌بوسد. این ویدئو اغلب به‌عنوان یکی از بهترین ویدیوهای موسیقی تاریخ و نقطهٔ عطفی در پویانمایی رایانه‌ای شناخته می‌شود؛ به‌گونه‌ای که در نمایشگاه‌های هنری به نمایش درآمده و مدتی در موزهٔ هنر مدرن نیویورک نیز به نمایش گذاشته شده بود. این تک‌آهنگ در جدول جدول تک‌آهنگ‌های بریتانیا به رتبهٔ ۲۴ رسید و در ایالات متحده نیز به موفقیتی در حوزهٔ موسیقی رقص دست یافت. نسخهٔ اصلی «همه آکنده از عشقند» به‌عنوان قطعهٔ شروعی آلبوم برترین عناوین (۲۰۰۲) می‌باشد؛ فهرست ترانه‌های این آلبوم با رأی هواداران تنظیم شده بود. این ترانه توسط هنرمندان مختلفی نیز کاور شده‌است.